# Liv Hatle
Liv Kristin Hatle (Kirkenes, 26 februari 1936) is een Noorse cardioloog en onderzoeker. Ze was verbonden aan de  universiteit van Trondheim. Ze was een pionier in het gebruik van Dopplertechniek, waarmee de bloedsnelheid werd gemeten, en echocardiografie voor cardiale diagnostiek en heeft in dit onderwerp meer dan 125 wetenschappelijke papers en boeken gepubliceerd.
Nog steeds worden wereldwijd dagelijks tienduizenden onderzoeken uitgevoerd met methoden die zij op punt heeft gesteld. Haar boek "Doppler ultrasound in cardiology" (1982) is nog steeds het referentiewerk in het domein. Het werk van Liv Hatle heeft nieuwe inzichten gebracht in de cardiale pathofysiologie en heeft de diagnostiek en behandeling van de individuele patiënt verbeterd.
Hatle werd opgenomen in de Det Norske Videnskaps-Akademi, de Noorse Academie van de Wetenschappen. In 1996 ontving Liv Hatle de Noorse Onderzoeksraad Prijs voor Excellentie in Research (Norges forskningsråds pris for fremragende forskning). In 1997 ontving ze de Anders Jahre Prijs voor de geneeskunde (Anders Jahres medisinske pris) en ontving ze eveneens een eredoctoraat aan de Technisch-natuurwetenschappelijke Universiteit van Noorwegen. In 2008, kreeg ze samen met Bjørn Angelsen de Prijs van de Nationale Cardiologie Vereniging voor haar bijdrage aan de ontwikkeling van cardiologische ultrasone diagnostiek. De prijs werd uitgereikt door koning Harald. De KU Leuven promoveerde haar in 2020 tot doctor honoris causa.
Liv Hatle is een inwoner van Trondheim.